# Semaprochilodus
Genre
Semaprochilodus est un genre de poissons téléostéens de la famille des Prochilodontidae et de l'ordre des Characiformes. Semaprochilodus est un genre de poissons d'eau douce qui regroupe plusieurs espèces d'Amérique du Sud.

## Liste d'espèces
Selon FishBase (19 juin 2015):
- Semaprochilodus brama (Valenciennes, 1850)
- Semaprochilodus insignis (Jardine, 1841)
- Semaprochilodus kneri (Pellegrin, 1909)
- Semaprochilodus laticeps (Steindachner, 1879)
- Semaprochilodus taeniurus (Valenciennes, 1821)
- Semaprochilodus varii Castro, 1988

## Galerie

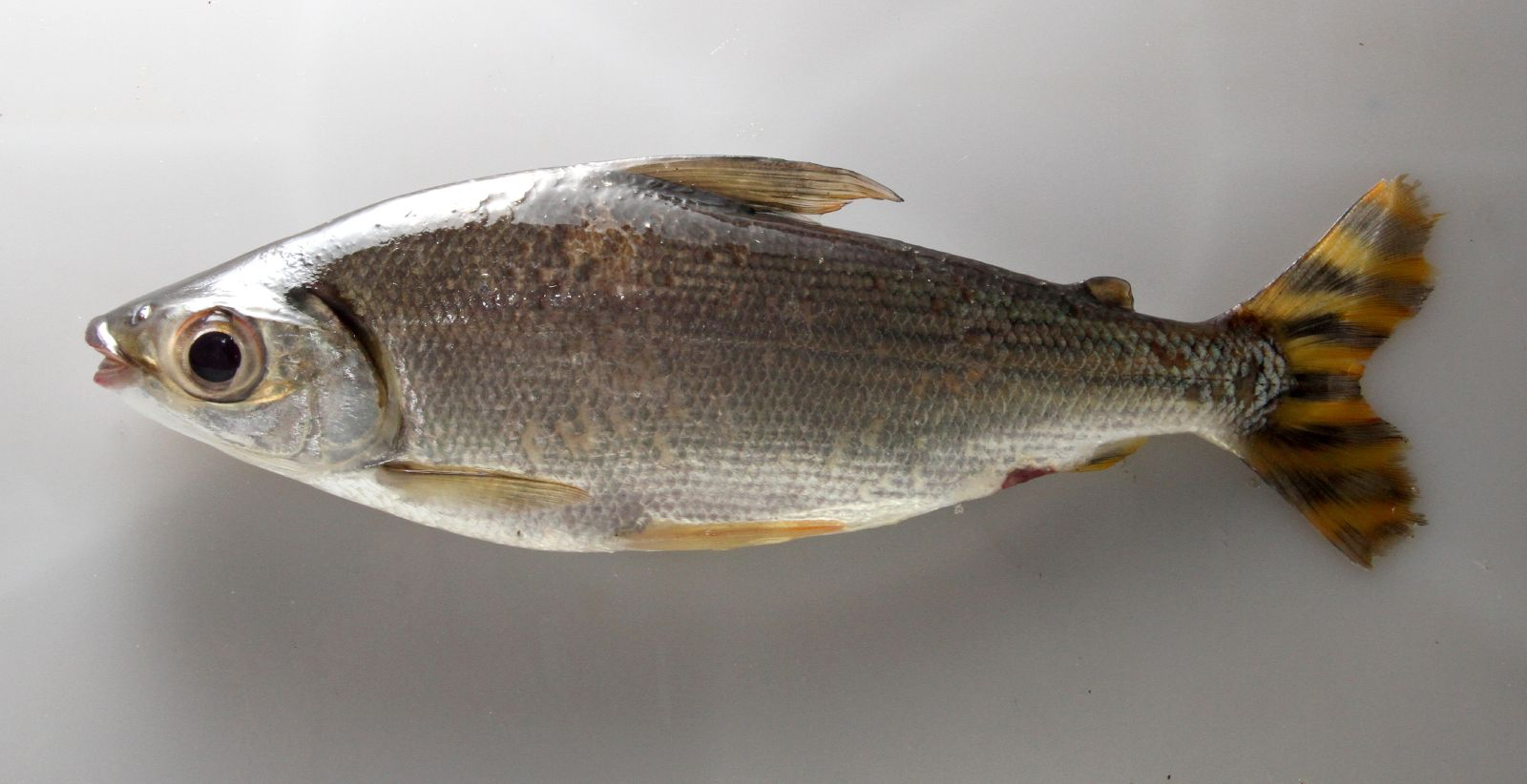
Semaprochilodus sp.
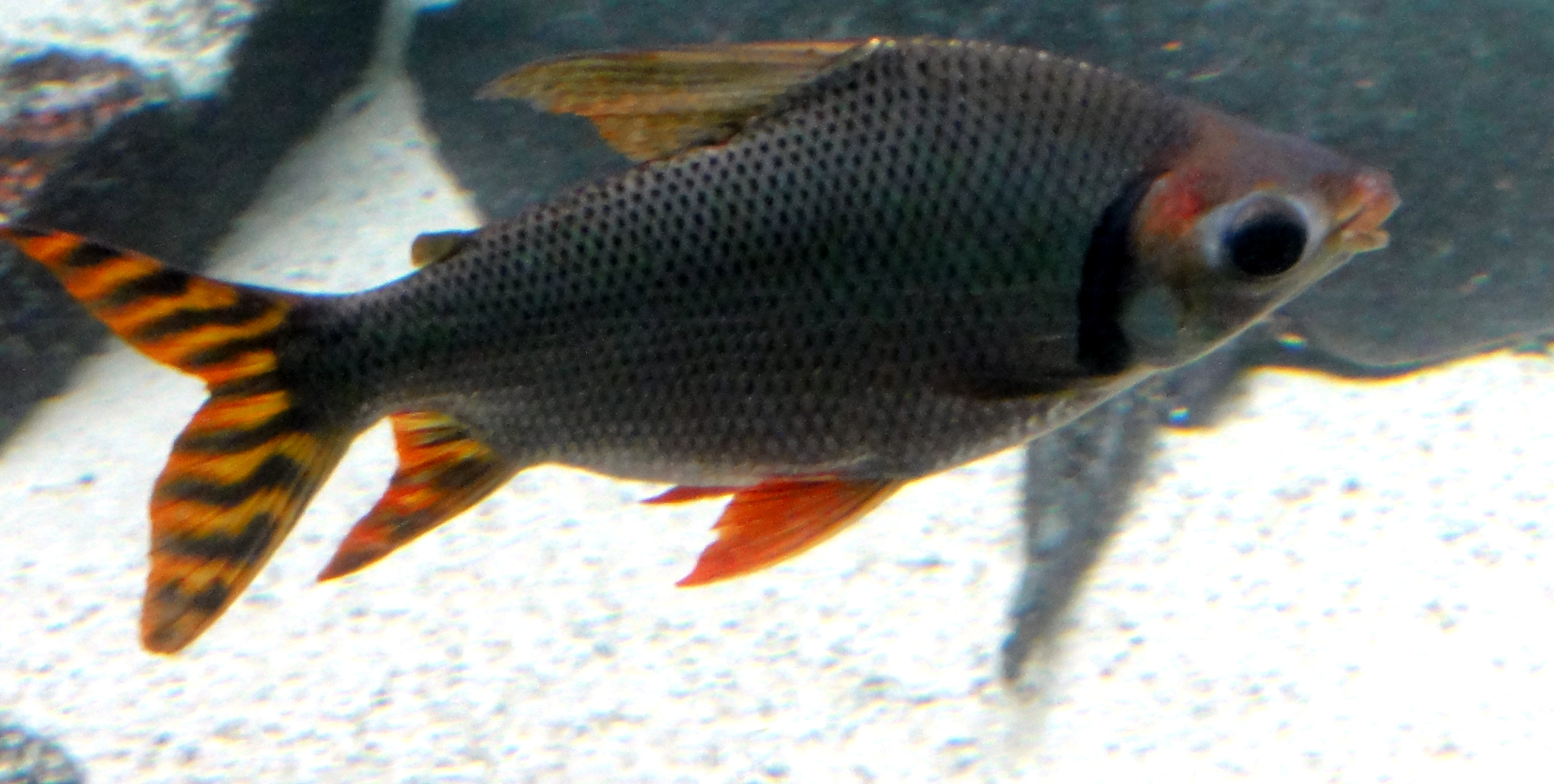
Semaprochilodus insignis